# Ligue australienne de baseball
Pour les articles homonymes, voir ABL.
La Ligue australienne de baseball (Australian Baseball League ou ABL en anglais) est une ligue professionnelle opérant depuis la saison 2010-2011. L'ABL est gérée conjointement par la Fédération australienne de baseball et la Ligue majeure de baseball. La ligue reprend le nom d'une compétition qui se disputa dans les années 1990.
La saison inaugurale se tient du 6 novembre 2010 au 13 février 2011. Perth Heat remporte le titre en s'imposant en finale par deux victoires contre une défaite face à Adelaide Bite, un titre que la franchise conserve en 2012..

## Histoire

### 1989-1999: L'Australian Baseball League
La Ligue australienne de baseball originale est créée en 1989. Elle remplace la Claxton Shield au rang de compétition de plus haut niveau du pays. Le nombre d'équipes participantes varie entre six et neuf selon les saisons, avec des clubs basés à Adélaïde, Brisbane, la Gold Coast, Melbourne, Perth, Sydney mais aussi Canberra et Newcastle. Seules quatre clubs joueront toutes les saisons, les autres rencontrant des problèmes de financements et d'infrastructures.
En 1999, la Ligue connait elle-même des difficultés financières qui la pousse à cesser ses activités après une perte sèche de 2 millions de dollars australiens. Les droits sont vendus à Dave Nilsson, un Australien anciennement joueur avec les Milwaukee Brewers en Ligue majeure de baseball, pour 5 millions de dollars.

### 2009: Renaissance de l'ABL
La création de la nouvelle ligue est annoncée le 1er juillet 2009. Il s'agit d'une collaboration entre la Fédération australienne de baseball (25 %) et la Ligue majeure de baseball (75 %) soutenue par le gouvernement fédéral australien. Ce dernier dote la nouvelle entité de 400 000 dollars australiens. 
En décembre 2009, peu de temps après la confirmation de la participation d'une sixième équipe à la saison inaugurale, Canberra,, une compétition est lancée pour laisser les fans choisir les noms des franchises. La Name Your ABL Team proposait quatre noms pour chaque équipe, laissant le droit aux votants de proposer d'autres dénominations. Les résultats sont annoncés en août 2010, en même temps que les logos et couleurs associées: Adelaide Bite, Brisbane Bandits, Canberra Cavalry, Melbourne Aces, Perth Heat et Sydney Blue Sox.
Des projets d'extension de la ligue sont à l'étude, notamment avec des équipes de la Gold Coast, la Central Coast et Geelong en plus de nouvelles formations à Melbourne et Sydney. En outre, des entrées d'équipes de Nouvelle-Zélande et du Japon sont discutées.

## Format de compétition
Chaque équipe affronte les autres équipes huit fois lors de séries de quatre rencontres se déroulant le week-end. Au total, les équipes jouent 40 matchs (20 à domicile et à l'extérieur).  
Un match dure neuf manches, sauf lors des programmes double où les matchs se déroule généralement en sept manches. En cas d'égalité à la fin des manches réglementaires, des manches supplémentaires sont jouées avec des coureurs en première et seconde base. Cette règle ne s'applique pas lors des séries éliminatoires.  
Les séries éliminatoires ont lieu en janvier et février avec quatre équipes. Chaque tour se joue au meilleur des trois rencontres. Au premier tour, le premier de la saison régulière affronte le quatrième et le deuxième affronte le troisième pour une qualification directe en finale. 
|  | Demi-finales          | Demi-finales     |  |  | Finale | Finale |
|  | Demi-finales          | Demi-finales     |  |  | Finale | Finale |
|  |                       |                  |  |  |        |        |
|  |                       |                  |  |  |        |        |
|  |                       |                  |  |  |        |        |
|  | 1er saison régulière  |                  |  |  |        |        |
|  |                       |                  |  |  |        |        |
|  | 4ème saison régulière |                  |  |  |        |        |
|  | Vainqueur 1 VS 4      |                  |  |  |        |        |
|  |                       |                  |  |  |        |        |
|  |                       | Vainqueur 2 VS 3 |  |  |        |        |
|  | 2ème saison régulière |                  |  |  |        |        |
|  |                       |                  |  |  |        |        |
|  | 3ème saison régulière |                  |  |  |        |        |
|  |                       |                  |  |  |        |        |

## Clubs actuels
| Club             | Ville           | Stade                      |
| ---------------- | --------------- | -------------------------- |
| Adélaïde Giants  | Adélaïde (SA)   | Coopers Stadium            |
| Brisbane Bandits | Brisbane (QLD)  | Brisbane Exhibition Ground |
| Canberra Cavalry | Canberra (ACT)  | Narrabundah Ballpark       |
| Melbourne Aces   | Melbourne (VIC) | Melbourne Showgrounds      |
| Perth Heat       | Perth (WA)      | Baseball Park              |
| Sydney Blue Sox  | Sydney (NSW)    | Blacktown Baseball Stadium |

## Palmarès
| Saison            | Lieu final                                |                                           | Champion                                  | Score                                     | Vice-champion                             |
| ----------------- | ----------------------------------------- | ----------------------------------------- | ----------------------------------------- | ----------------------------------------- | ----------------------------------------- |
| 2010-2011 Détails | Perth (WA)                                | Perth Heat                                | 2 - 1                                     | Adelaide Bite                             |                                           |
| 2011-2012 Détails | Perth (WA)                                | Perth Heat                                | 2 - 1                                     | Melbourne Aces                            |                                           |
| 2012-2013         | Canberra (ACT)                            | Canberra Cavalry                          | 2 - 0                                     | Perth Heat                                |                                           |
| 2013-2014         | Perth (WA)                                | Perth Heat                                | 2 - 0                                     | Canberra Cavalry                          |                                           |
| 2014-2015         | Perth (WA)                                | Perth Heat                                | 2 - 1                                     | Adelaide Bite                             |                                           |
| 2015-2016         | Brisbane (QLD)                            | Brisbane Bandits                          | 2 - 0                                     | Adelaide Bite                             |                                           |
| 2016-2017         | Melbourne (VIC)                           | Brisbane Bandits                          | 2 - 0                                     | Melbourne Aces                            |                                           |
| 2017-2018         | Brisbane (QLD)                            | Brisbane Bandits                          | 2 - 1                                     | Canberra Cavalry                          |                                           |
| 2018-2019         | Brisbane (QLD)                            | Brisbane Bandits                          | 2 -0                                      | Perth Heat                                |                                           |
| 2019-2020         | Adélaïde (SA)                             | Melbourne Aces                            | 2 - 0                                     | Adélaïde Giants                           |                                           |
| 2020-2021         | Melbourne (VIC)                           | Melbourne Aces                            | 1 - 0                                     | Perth Heat                                |                                           |
| 2021-2022         | Annulé à cause de la pandémie de COVID-19 | Annulé à cause de la pandémie de COVID-19 | Annulé à cause de la pandémie de COVID-19 | Annulé à cause de la pandémie de COVID-19 | Annulé à cause de la pandémie de COVID-19 |
| 2022-2023         | Adélaïde (SA)                             |                                           | Adélaïde Giants                           | 2 - 1                                     | Perth Heat                                |
| 2023-2024         | Adélaïde (SA)                             | Adélaïde Giants                           | 2 - 1                                     | Perth Heat                                |                                           |

## Médias
Malgré des négociations avec Fox Sports et One HD, il n'y a pas eu de retransmissions télévisées des matchs de saison régulière. La Série finale elle sera retransmise par Fox Sports.
Le 1er novembre 2010, Triple H FM, une radio locale de Sydney, annonce qu'elle commentera les matchs des Sydney Blue Sox à domicile ainsi qu'une partie des matchs des Canberra Cavalry. SportFM, la radio sportive de Perth Now, commente elle les matchs du Perth Heat.
D'autres équipes comme les Adelaide Bite et les Brisbane Bandits proposent un play-by-play sur leurs sites internet en streaming.
Depuis 2023, l'ABL diffuse toutes les rencontrent gratuitement sur le site et l'application Baseball +.